# امتياز مؤهل
يسمح دفاع الامتياز المؤهل للأشخاص الذي يحتلون مناصب في السلطة أو يتمتعون بـ الثقة أن يصدروا بيانات أو بدائل أو تقرير بيانات قد تعتبر تشهيرًا وتشنيعًا إذا أصدرها شخص آخر. في نيوزيلندا وأونتاريو, على سبيل المثال، تم دحض قضايا تشهير سياسي بالسماح بمناقشة مفتوحة حيال الادعاء أو الإشاعة، إذا أجريت تلك المناقشة بطريقة مسؤولة وبعناية مستحقة حفاظًا على خصوصية الشخص التي قد تتأثر سمعته. ولا يمتد هذا الامتياز عمومًا إلى تكرار البيانات الموصومة، أو الإيذاء أو تعليقات تمت خارج نطاق العملية أو النظام في المنظمة أو المؤسسة التي يحتل فيها الشخص منصبه.
لقد أصبح هذا الدفاع من الأهمية بمكان في المملكة المتحدة، لا سيما بعد القضية التي انطوت على ادعاءات قدمتها صنداي تايمز ضد رئيس الوزراء الأيرلندي ألبرت رينولدز. وفي أثناء نظر القضية وضع القاضي اختبارًا من عشر نقاط لـ «الصحافة المسؤولة». وقال القاضي إنه إذا ما اتبع المراسلون والمحررون تلك النقاط، سيتمتعون بدرجة من الحماية من فعل التشهير، حتى وإن لم يستطيعوا إثبات صحة الادعاءات.
وحتى يكون التقرير أهلاً لهذا الدفاع، يجب أن يكون التقرير تقريرًا خاصًا باجتماع عام أو مؤتمر صحفي يتميز بما يلي:
- عادل
- دقيق
- منشور دون إيذاء
- خاضع لحق الرد في شكل خطاب يقدم تفسيرًا أو تناقضًا
- ولا يلزم أن يكون الدفاع متزامنًا (حسب النشر)، حيث ينبغي أن تكون من أجل امتياز مطلق